# تیراندازی ۲۰۲۲ پاریس
در روز ۲۳ دسامبر ۲۰۲۲ یک مرد ۶۹ ساله با نام ویلیام ام. در تیراندازی جمعی و حمله تروریستی در یک مرکز فرهنگی کردی واقع در منطقه ۱۰ پاریس اقدام به تیراندازی نمود و سه تن را کشت و ۴ تن را نیز مجروح نمود .